# Elart von Collani
Elart von Collani (* 1. April 1944 in Łódź; † 25. Februar 2017 in Würzburg) war ein deutscher Mathematiker.

## Leben
Er studierte Mathematik an der Universität Würzburg und wurde 1978 bei Werner Uhlmann promoviert. Nach der Habilitation 1983 war er ab 1989 Professor für Stochastik am Institut für Mathematik und wechselte dann die Fakultät 1997 als Professor für Ökonometrie und Angewandte Mathematik am Volkswirtschaftlichen Institut der Wirtschaftswissenschaftlichen Fakultät der Universität Würzburg.
Elart von Collani war verheiratet mit der Theologin Claudia von Collani, mit der er drei Kinder hatte.

## Schriften (Auswahl)
- Optimale Wareneingangskontrolle (Stuttgart: Teubner, 1984) (Habilitation).
- The Economic Design of Control Charts (Stuttgart: Teubner, 1989).
- mit Karl Baur: Was zum Teufel ist Qualität? (Lemgo: Heldermann, 2007).
- mit Karl Baur: Nuclear Fuel Quality Management Handbook. Volume I: Fabrication, Operation, Disposal and Transport of Nuclear Fuel (Krongjutarvägen 2010).